# Coniogramme africana
Coniogramme africana är en kantbräkenväxtart som beskrevs av Georg Hans Emmo Wolfgang Hieronymus. Coniogramme africana ingår i släktet Coniogramme och familjen Pteridaceae. Inga underarter finns listade.